# 工藤賢二
工藤 賢二（くどう けんじ、1975年6月7日 - ）は、日本の元アマチュア野球選手（内野手）、野球指導者。右投左打。

## 来歴・人物
壬生中学校から葛生高等学校へ進み、3年春は関東大会で2試合連続本塁打を放つ。夏は県大会決勝で延長の末に惜敗。同期に中里鉄也がいた。駒澤大学に進学して硬式野球部に所属。東都大学野球リーグでは2度ベストナインに選出された。同期には社会人でも同僚となる高橋尚成がいた。
大学卒業後は、東芝に入社し、硬式野球部で二塁手として活躍した。1999年の都市対抗では、同チームの優勝に貢献し、社会人ベストナインに選ばれた。2000年の都市対抗では、三菱自動車川崎（後・三菱ふそう川崎）の補強選手として出場し、同チームの優勝に貢献し、打撃賞と優秀選手を受賞し、ベストナインにも選ばれた。2004年にもベストナインに選ばれた。
コーチを経て、2014年から2017年までに東芝の監督を務めた。
2019年7月6日、日本野球連盟が制定した「社会人野球 平成ベストナイン」に選出された。